# Stara Wieś Dolna
Stara Wieś Dolna (hist. Starawieś Dolna) – część wsi Stara Wieś w Polsce, położona w województwie śląskim, w powiecie bielskim, w gminie Wilamowice.

## Historia
Pod zaborem austriackim Starawieś Dolna stanowiła gminę jednostkową w powiecie Kenty w cyrkule wadowickim, liczącą w 1854 roku 310 mieszkańców.
W Polsce Stara Wieś Dolna stanowiła gminę jednostkową w powiecie bialskim w województwie krakowskim, liczącą w 1921 roku 385 mieszkańców.
23 grudnia 1924 połączona ze Starą Wsią Górną w jedną jednostkę o nazwie Stara Wieś.
W latach 1975–1998 miejscowość wchodziła w skład administracyjny województwa bielskiego.